# 顧師曾
顧師曾（1583年—1615年），字唯甫，號思蘭，河南懷慶衛軍籍，明朝官員。

## 生平
萬曆三十七年（1609年）己酉科河南鄉試第四十四名舉人，萬曆三十八年（1610年）庚戌科會試二百七十七名，第三甲第一百二十一名進士。吏部觀政，授直隸大名府清豐縣知縣。萬曆四十三年（1615年）陞刑部浙江司主事，卒。

## 家族
曾祖顧禮；祖父顧士奇；父顧鼎，庠生；母崔氏（旌表貞節）。永感下，子顾琮。